# Palác Doriů-Pamphiliů
Palác Doriů-Pamphiliů (italsky Palazzo Doria-Pamphili nebo Palazzo Doria Pamphilj) se nachází v Římě na pozemku ohraničeném náměstím piazza del Collegio Romano a ulicemi via del Corso, via della Gatta, via del Plebiscito a vicolo Doria.

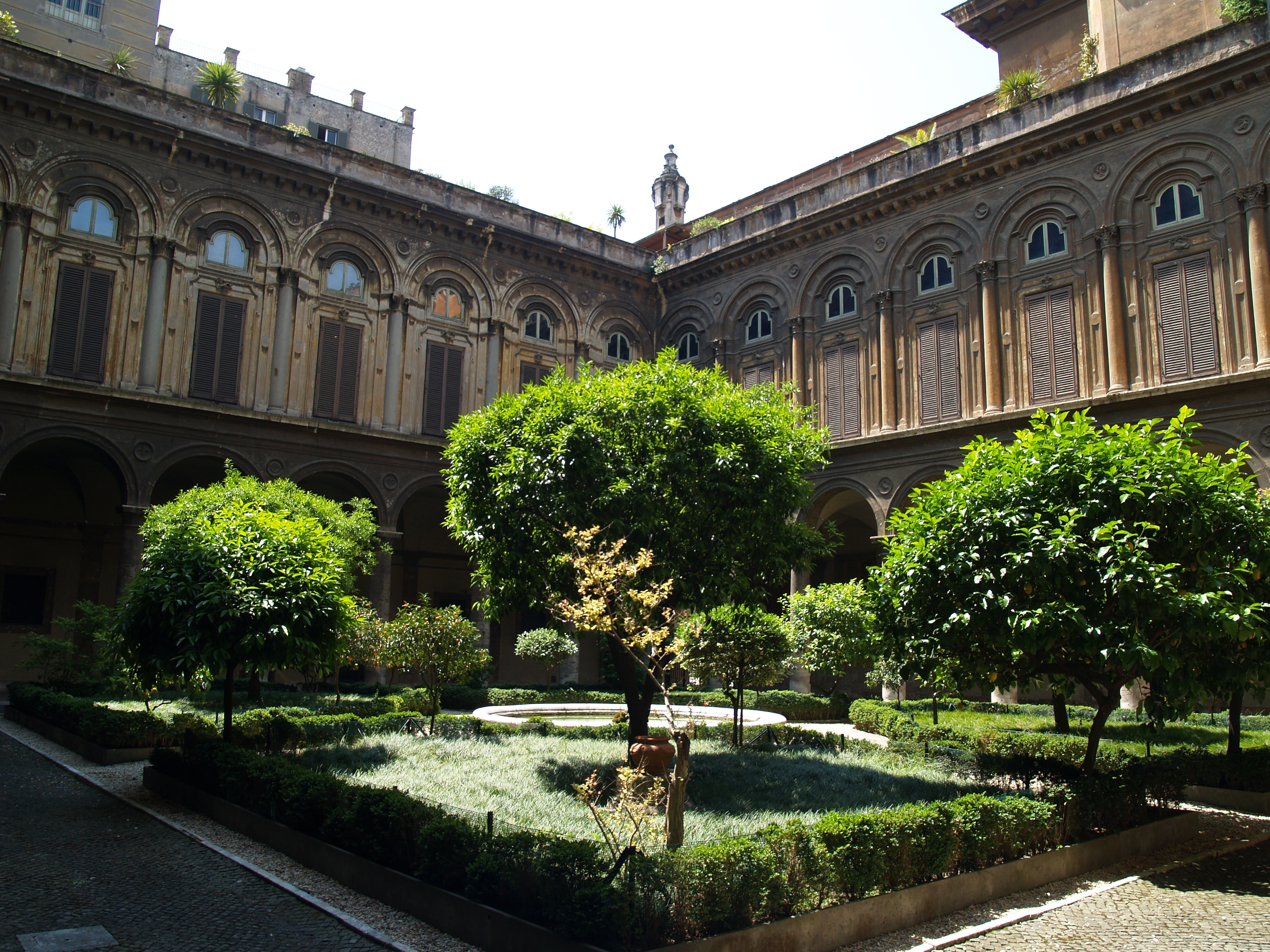
Pohled na čestné nádvoří zvané Bramanteho

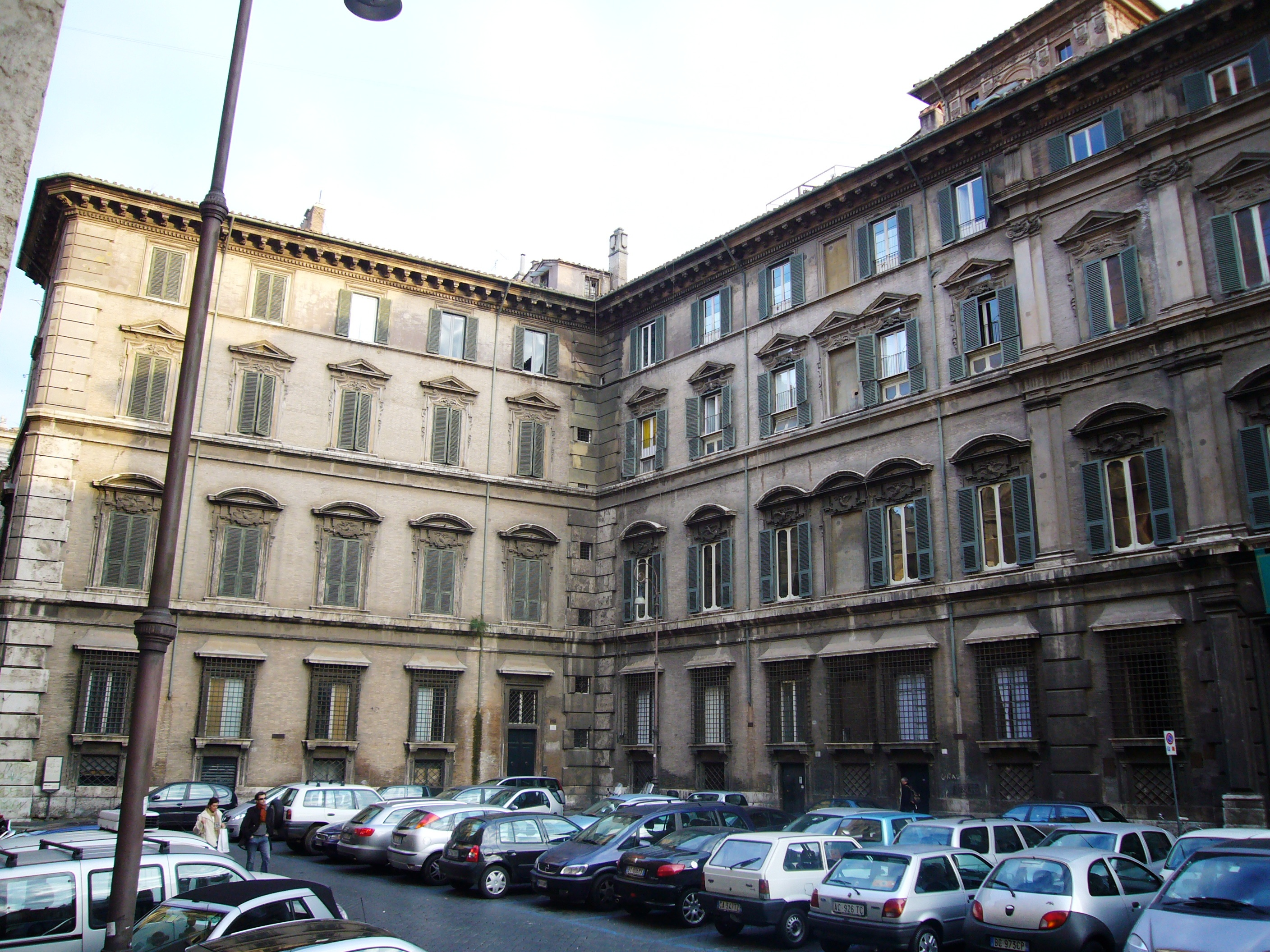
Fasády paláce na náměstí Piazza del Collegio Romano (16. století)

## Dějiny

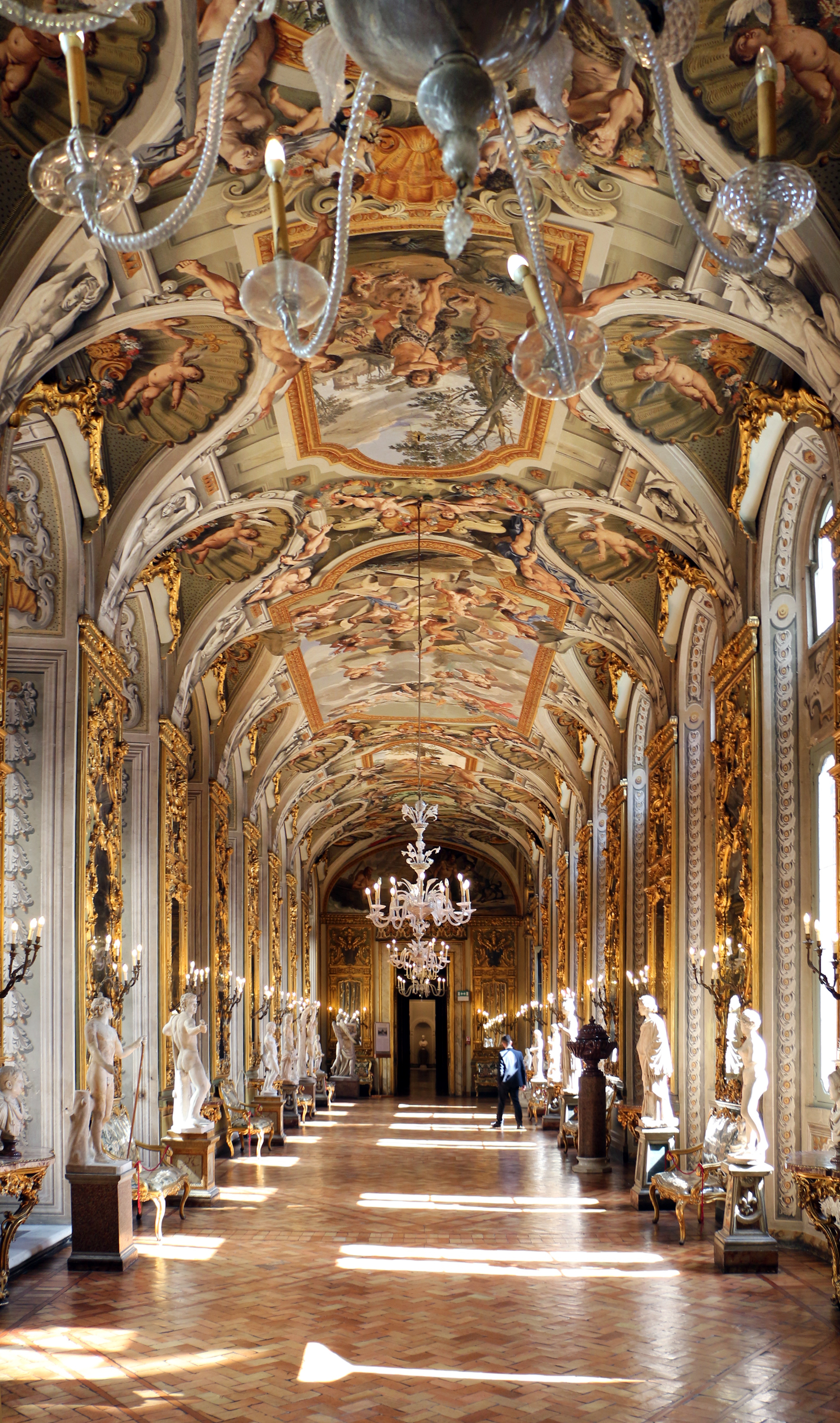
Zrcadlová galerie

Monumentální komplex Paláce Doriů-Pamphiliů vznikl v řadě stavebních fází během nejméně čtyř století. Původní jádro budovy začal stavět v první polovině 15. století Niccolò d'Acciapaccio, následoval Fazio Giovanni Santori, který palác předal papeži Juliovi II. z rodu Della Rovere, který jej věnoval synovci Francescu Marii I. Della Rovere, vévodovi z Urbina; poté palác patřil rodu Aldobrandiniů a v sedmnáctém století rodu Pamphiliů. Ti jej rozšířili na základě projektu Carla Maderna, Antonia del Grande a později Carla Fontany a Gabriela Valvassoriho natolik, že se stal nejvýznamnějším soukromým obydleným palácem města, velikostí ho v Římě předčily jen budovy, ve kterých sídlily veřejné instituce nebo ambasády. Je větší než některé evropské královské paláce a je i nadále obydlím této šlechtické rodiny a sídlí zde také galerie Galleria Doria Pamphilj se sbírkou obrazů a uměleckých předmětů, která je otevřená veřejnosti.
Historie zdejších uměleckých sbírek je výsledkem mnoha aliancí mezi šlechtickými rody z celé Itálie. Mezi nejproslulejší sběratele patřili admirál Andrea Doria a papež Inocenc X. Papežův portrét, který vytvořil Velázquez u příležitosti svatého roku 1650, je zdejší nejznámější umělecké dílo.
V roce 1927 byl Velázquezův obraz umístěn v malé místnosti věnované výhradně papeži; je tu vystavena i socha od Berniniho zpodobňující také Inocence X.
Camillo Pamphilj, syn Olimpie Maidalchiniové, se vzepřel své mocné matce, důvěrnici a rádkyni papeže, odmítl úřad kardinála, který mu udělil jeho strýc papež, a oženil se s Olimpií Aldobrandiniovou, vdovou po princi Paolu Borghesem a majitelkou paláce, tehdy známého jako Aldobrandiniovský. Po nějaké době strávené mimo Řím, aby se manželský pár vyhnul konfrontaci s papežem a Olimpií Maidalchiniovou, se manželé trvale usadili v tomto paláci, který od roku 1654 začal Camillo rozšiřovat ve velkém stylu; koupil proto a nechal strhnout sousední domy, palác Salviatiů a klášter, a to přes odpor jezuitů z nedaleké koleje Collegio Romano.
Architektem tohoto projektu byl Antonio Del Grande, který palác rozšířil o nové křídlo s průčelím na náměstí Piazza del Collegio Romano a s novým atriem, které slouží jako vstup do budovy a umožňuje přístup na velké nádvoří zvané „dei melangeli“.
Po smrti Camilla Pamphilje v roce 1666 stavba pokračovala pod dohledem jeho dvou synů, Giovanniho Battisty (jeho dědice) a kardinála Benedetta. Zejména Benedettovi, známému svým mecenášstvím, vděčíme za sbírku vlámského malířství a stavbu kaple podle projektu Carla Fontany.
Jedna z dcer Camilla a Olimpie, Anna (1652-1728), se v roce 1671 provdala za janovského aristokrata Giovanniho Andreu III. Doria Landi (1653-1737), VI. knížete z Melfi. Jejich potomci zdědili palác, když římská větev rodu Pamphiliů v roce 1760 vymřela; roku 1763 kníže Giovanni Andrea IV. přijal příjmení Doria Landi Pamphilj. Od roku 1767 se palác za knížete Andrey IV., jeho syna, stal hlavním sídlem rodu, který se sem natrvalo přestěhoval z Janova.
Monumentální fasádu na via del Corso navrhl Gabriele Valvassori a vznikla v letech 1730 až 1735 na zakázku prince Camilla Pamphilie Aldobrandiniho. Byl to také Valvassori, kdo navrhl slavnou galerii prvního patra, která se vine kolem čestného nádvoří a kde mohla rodina vystavit svou sbírku obrazů.
Také v první polovině 18. století byl Paolo Ameli či Ameti pověřen návrhem křídla budovy na ulici via del Plebiscito využívané k pronájmu a inspirované borrominiovskou estetikou. V roce 1767 byly stropy reprezentačních místností vyzdobeny barokními freskami. V 19. století architekt Andrea Busiri Vici pracoval na fasádách směřujících na via della Gatta, piazza Grazioli a na vicolo Doria.
Od roku 2013 je Palazzo Doria Pamphilj z vůle rodiny ve vlastnictví nadace Trust Doria Pamphilj. Od té doby proběhly rozsáhlé restaurátorské práce na fasádách a místnostech, které nejvíce utrpěly zubem času.

## Zrcadlová galerie
V roce 1733 boloňský malíř Aureliano Milani na zakázku knížete Camilla Pamphilje Aldobrandiniho vytvořil fresky v nové Zrcadlové galerii (Galleria degli Specchi), postavené v bezprostředně předcházejících letech architektem Gabrielem Valvassorim. Smlouva na ně byla uzavřena 6. prosince 1732. Milani se v ní zavázal vymalovat celou galerii během jednoho roku, počínaje 1. lednem 1733, přičemž fresky měl provést v souladu s kresbami, které vytvořil, což znamená, že Milani byl odpovědný jak za fázi návrhu (na základě zadaného tématu), tak i provedení. Vše musel schvalovat zadavatel: od přípravných kreseb až po použití tempery místo fresky pro některé méně důležité části.
V klenbě je uprostřed znázorněna grandiózní Gigantomachie, zatímco po stranách jsou na každé straně dva příběhy Hérakla: Héraklés a Achelóos a Héraklés zabíjející lernejskou hydru na jedné straně a Héraklés a Antaios a Héraklés zabíjející kentaura Nessa na druhé.
Hérakla považovali Pamphiljové za předka své rodiny, proto jeho přítomnost na freskách. Hérakles zde působí jako příklad fyzické a mravní síly a všech ctností pro klienta a jeho rodinu. Ústřední scéna Gigantomachie ukazuje spravedlivý trest těch, kteří útočí na legitimní moc. Je zde vidět muž v brnění, pravděpodobně klient Camillo Pamphilj Aldobrandini, který stojí hned za svým „předkem“ Héraklem a ukazuje na Dia, aby naznačil, že jeho moc pochází od krále bohů a je jím chráněna.
Zanotti v Historii klementinské akademie v Bologni napsal, že Aureliano Milani si mohl vybrat „pohádkové náměty“ zde vyobrazené. Ve skutečnosti není výběr témat fresek vůbec náhodný, protože slouží k oslavě „mytologie“ rodiny Pamphiliů. Kromě toho, jak prozrazuje i smlouva, malíř dostal témata zadána (Gigantomachii i skutky Héraklovy), ikonografický program proto musel po dohodě se zadavatelem vypracovat učenec blízký Pamphiliům. Milani měl ovšem svobodu, náležející všem etablovaným malířům, rozhodnout se, jak znázornit jemu zadané scény, nebo i svobodu vymýšlet ikonografii (nikoli však téma).

## Vnitřní prostory

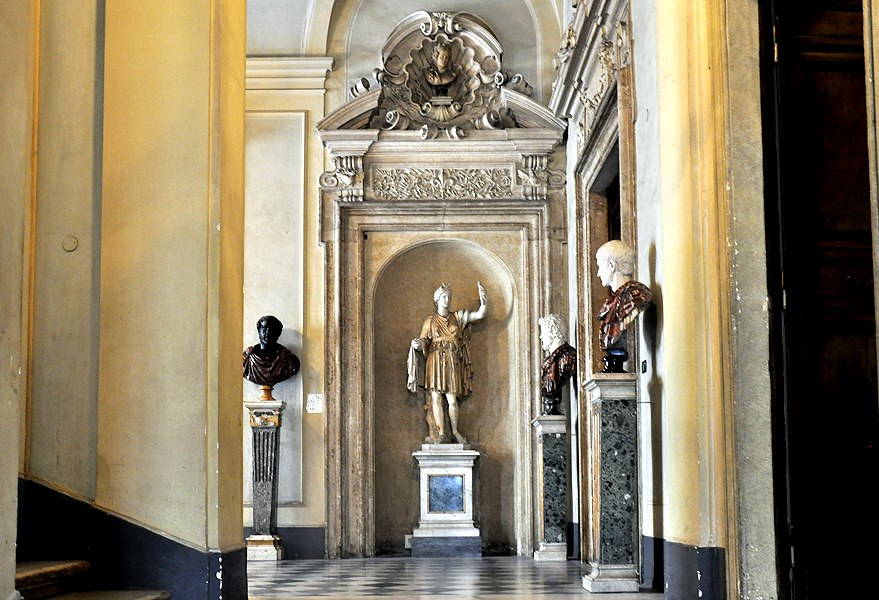
Vestibul
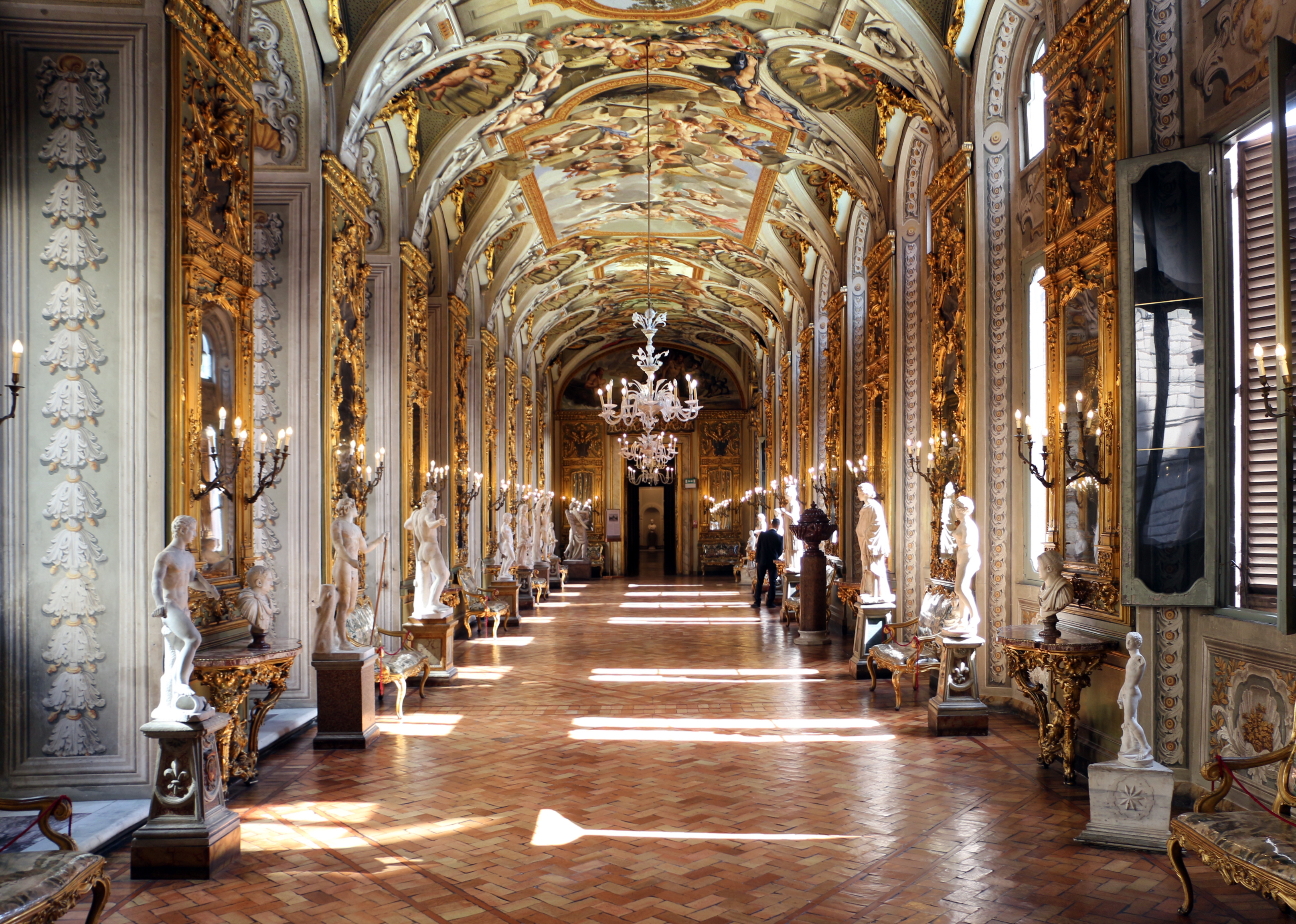
Zrcadlová galerie (galleria degli specchi)
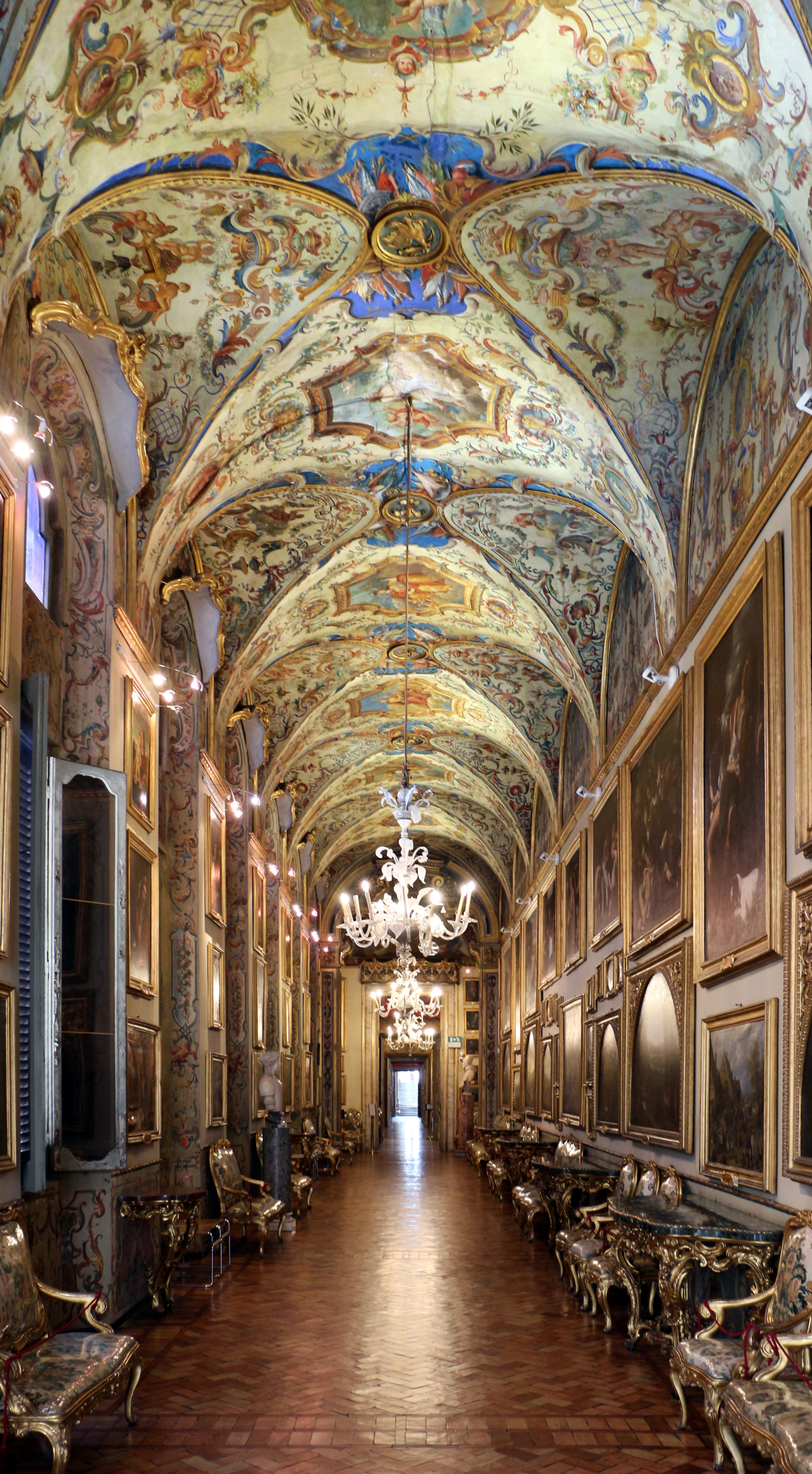
Galleria Aldobrandini
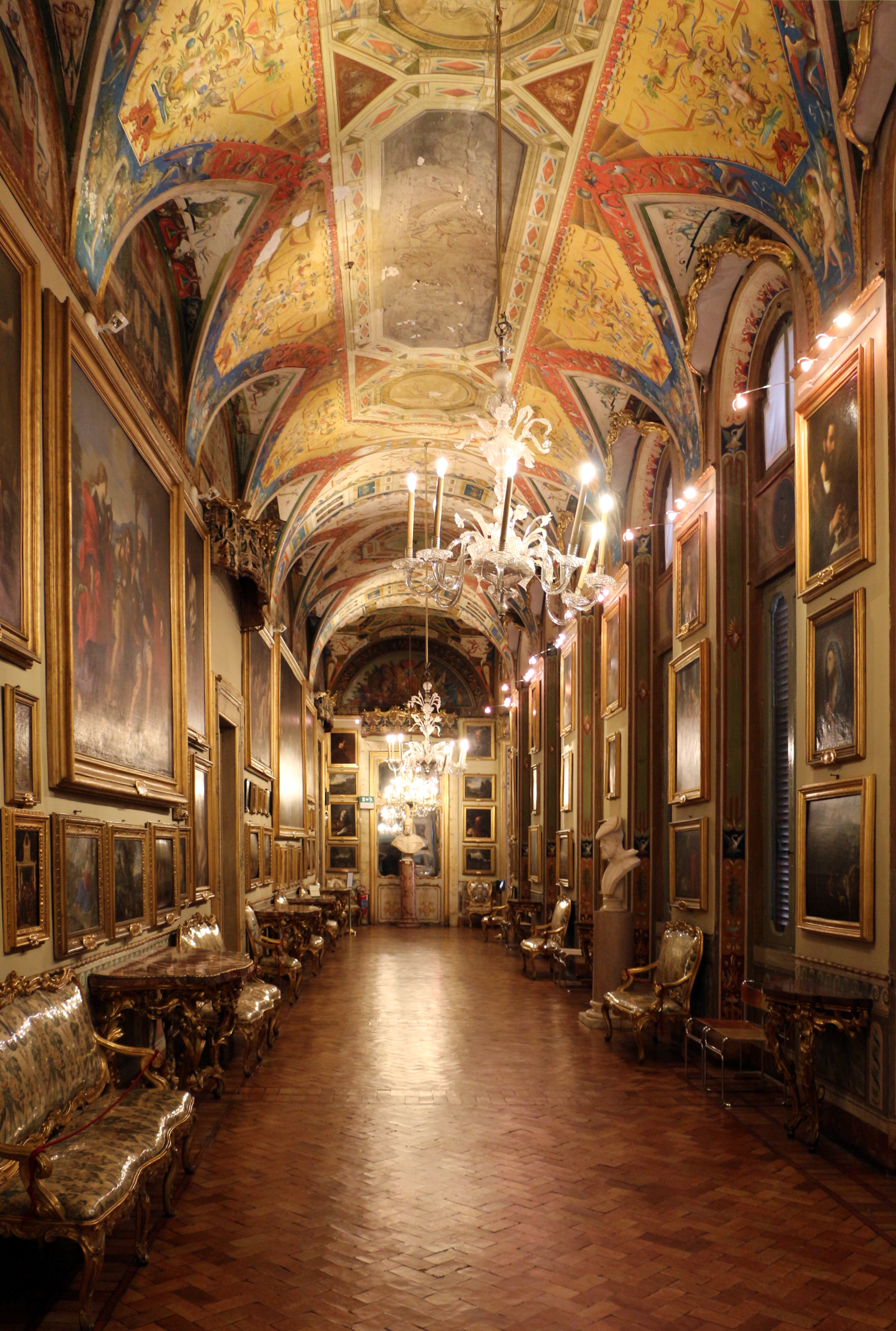
Galleria Doria
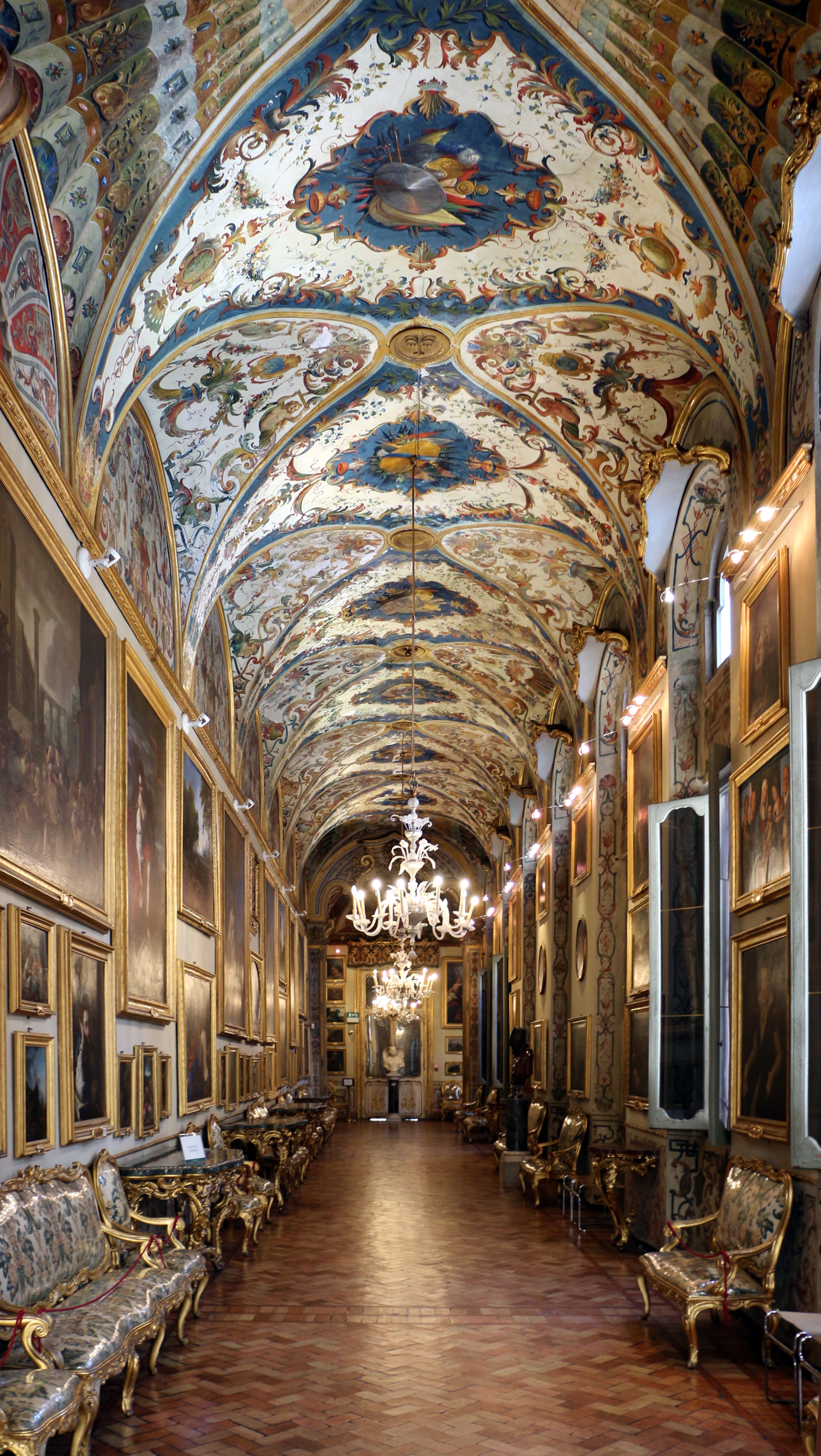
Galleria Pamphilj
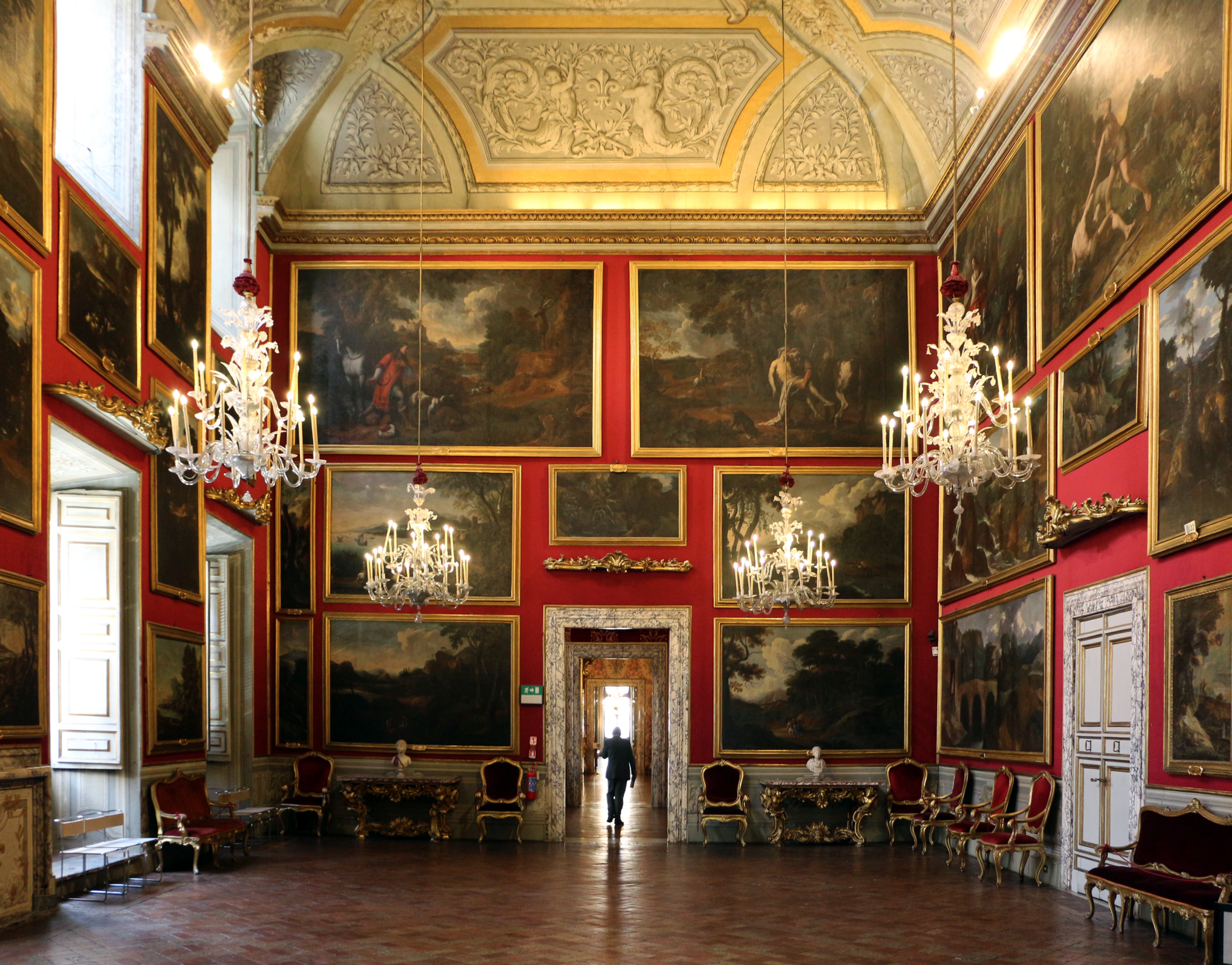
Poussinův sál (sala del Pussino)
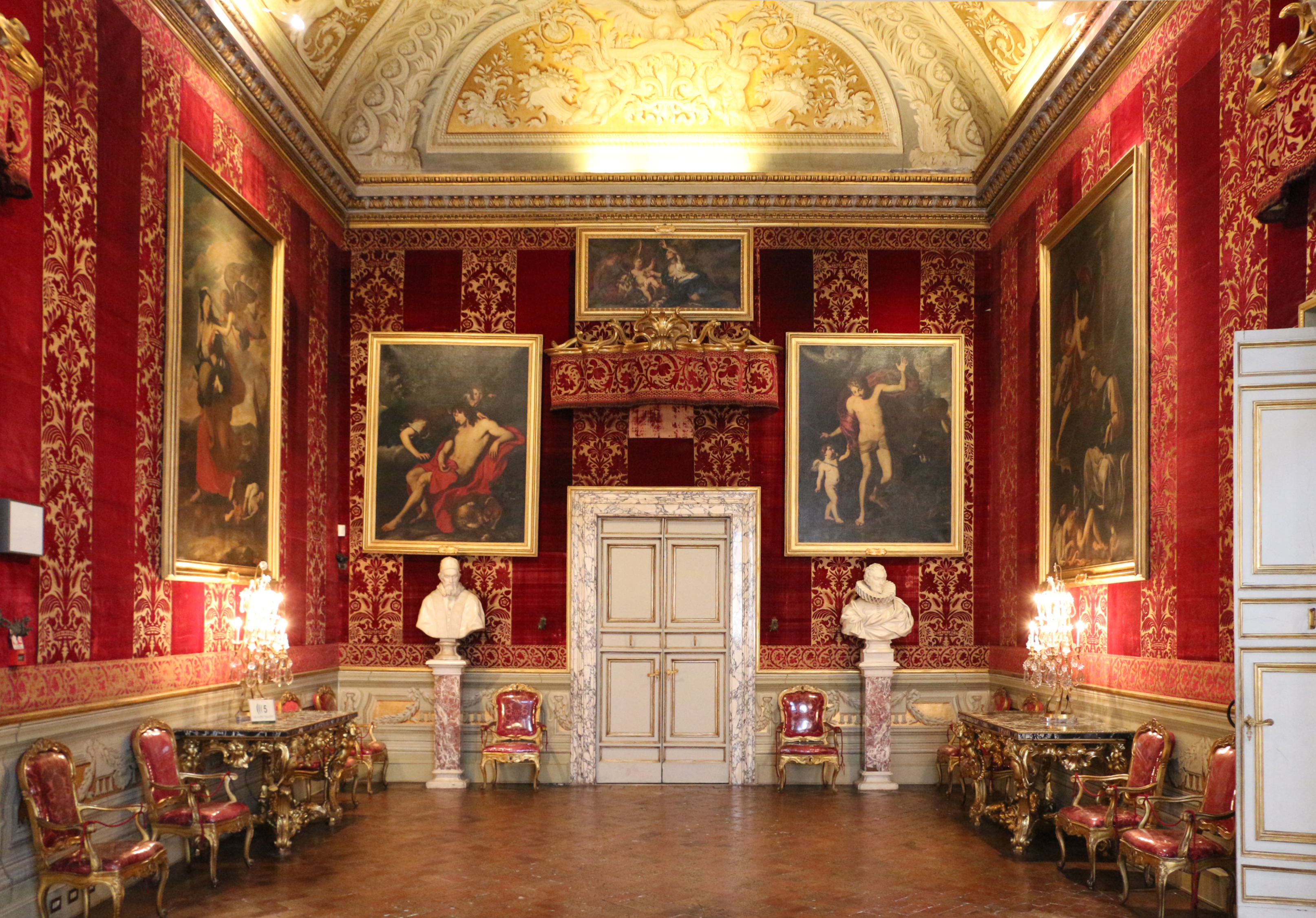
sala dei velluti
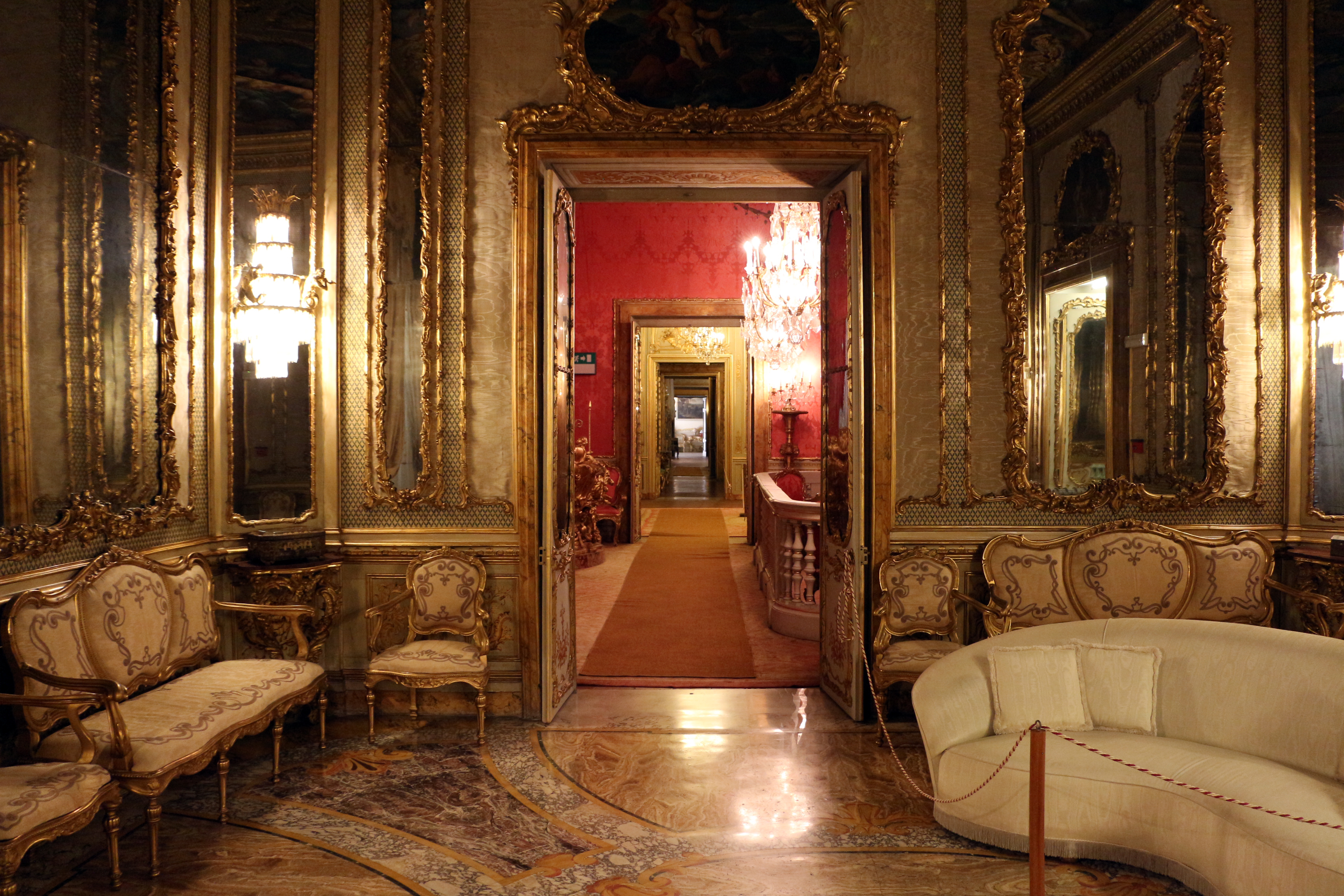
Enfiláda
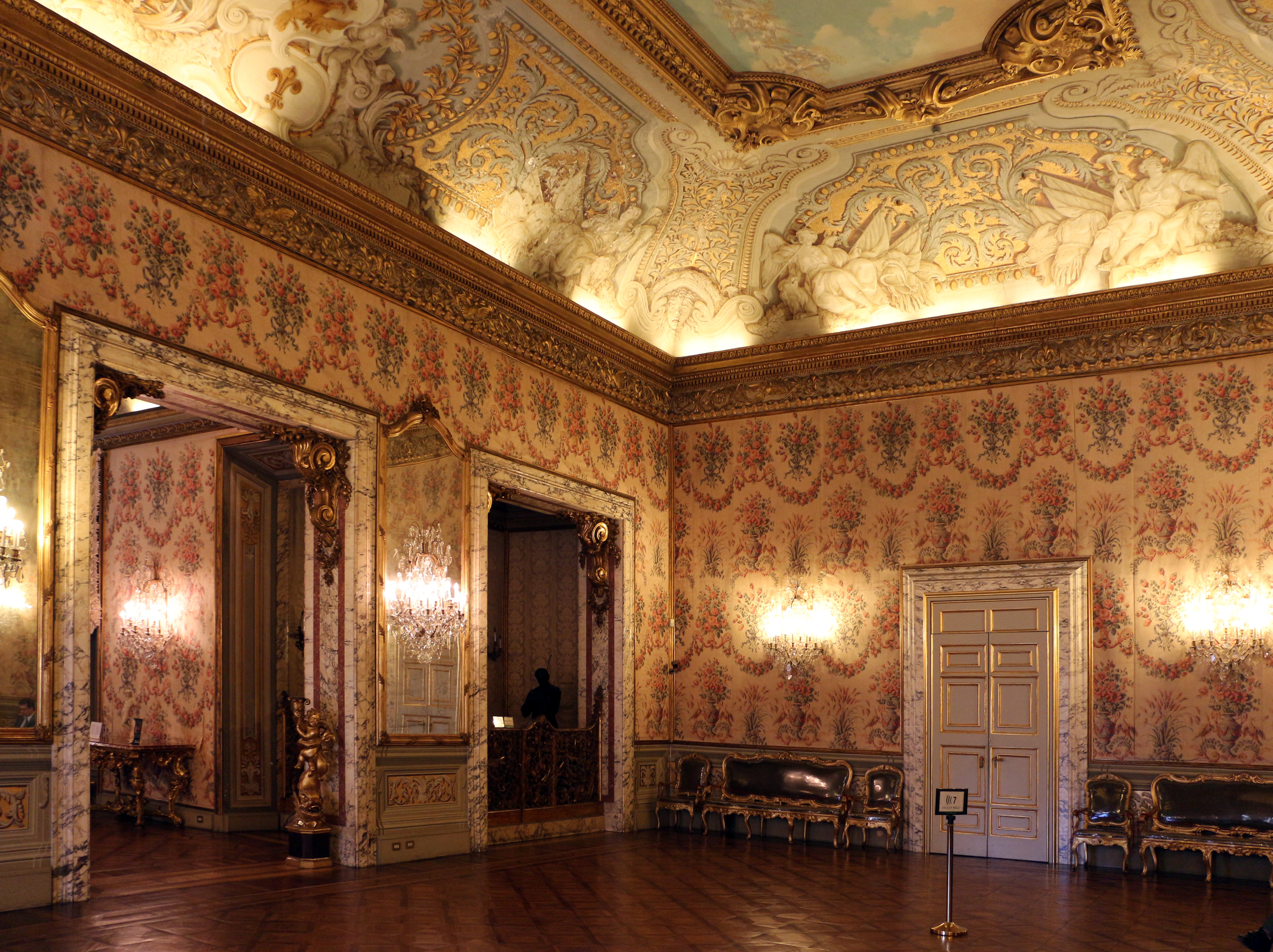
Taneční sál
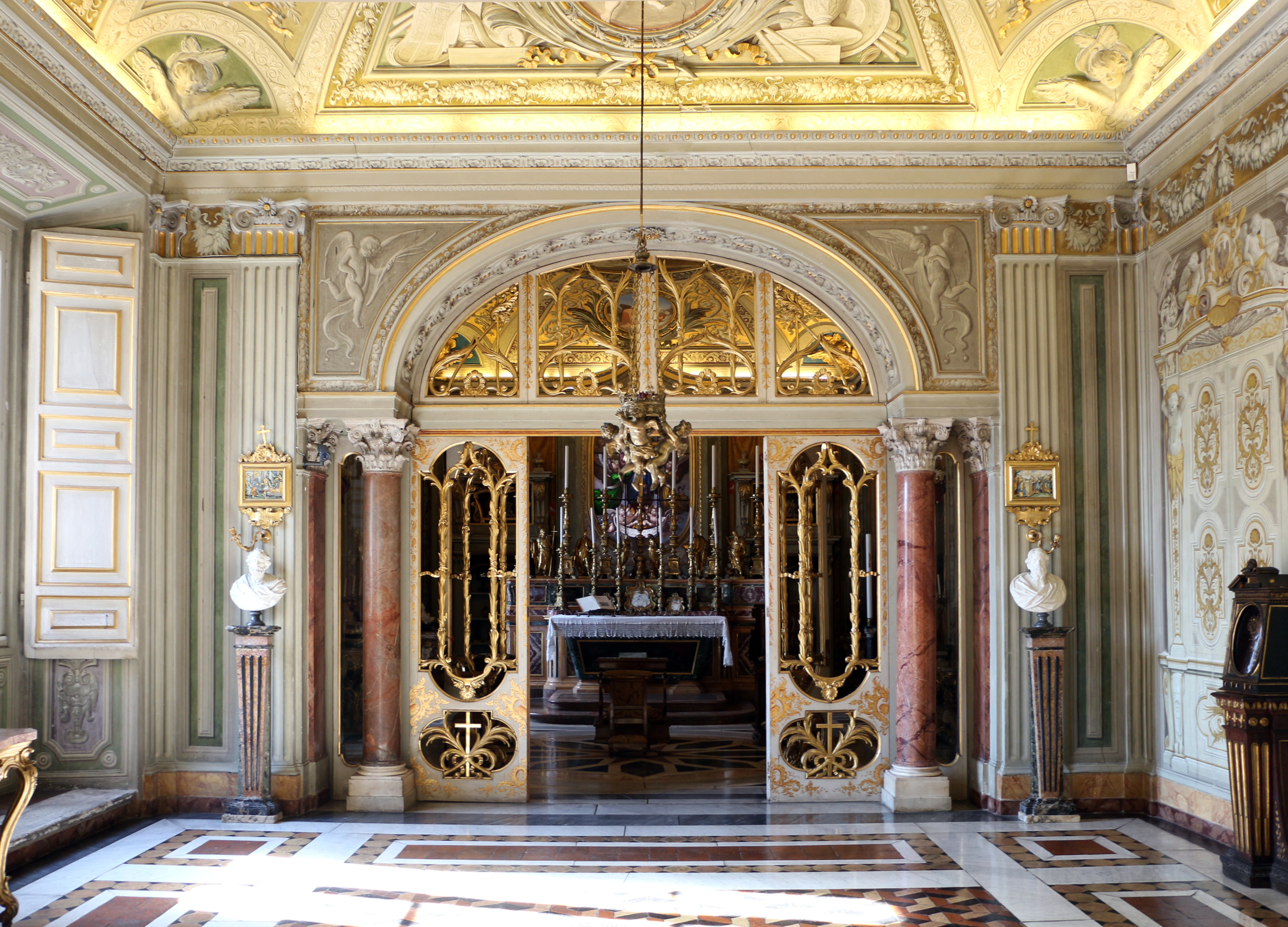
Kaple (Carlo Fontana)
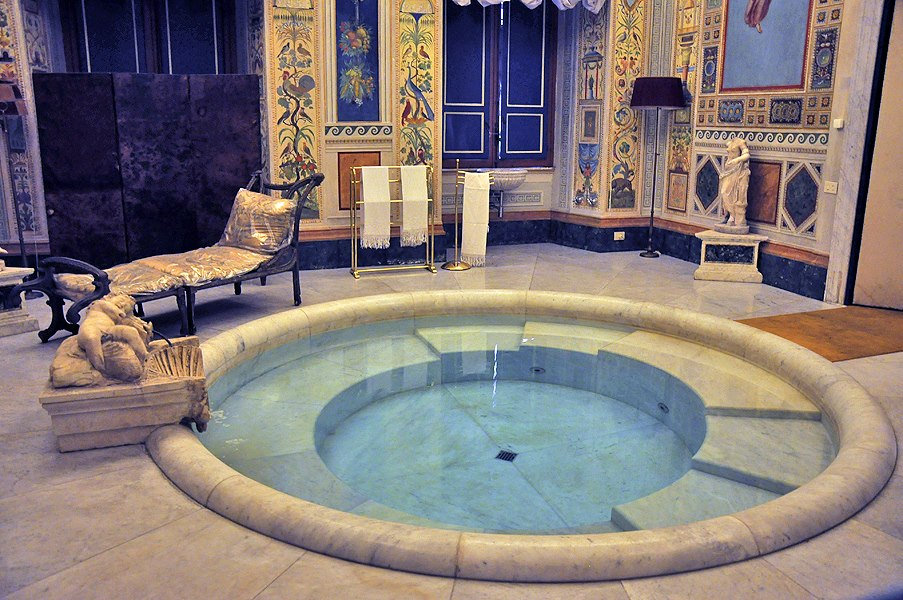
Dianina lázeň
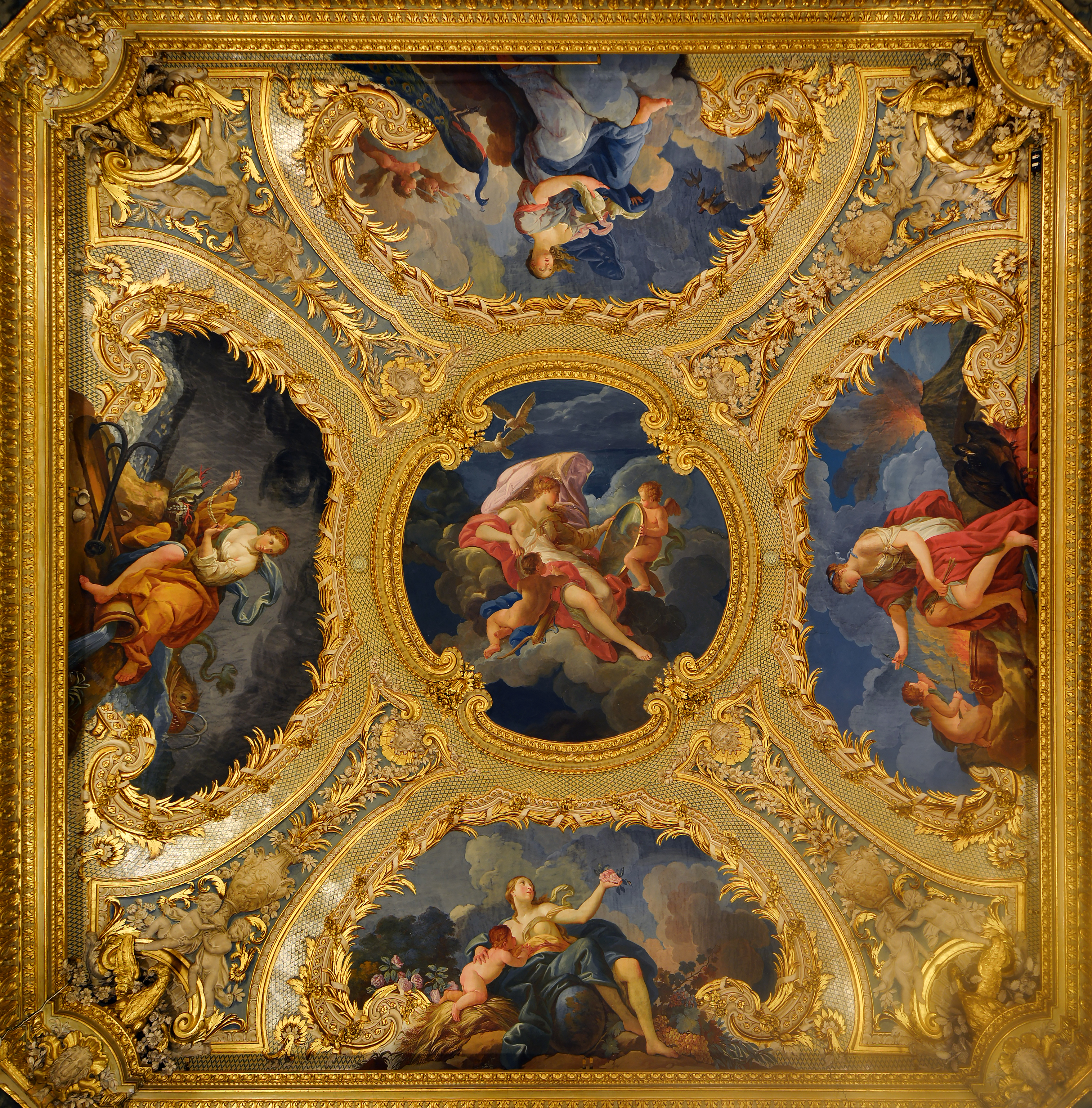
Strop Venušiny lázně
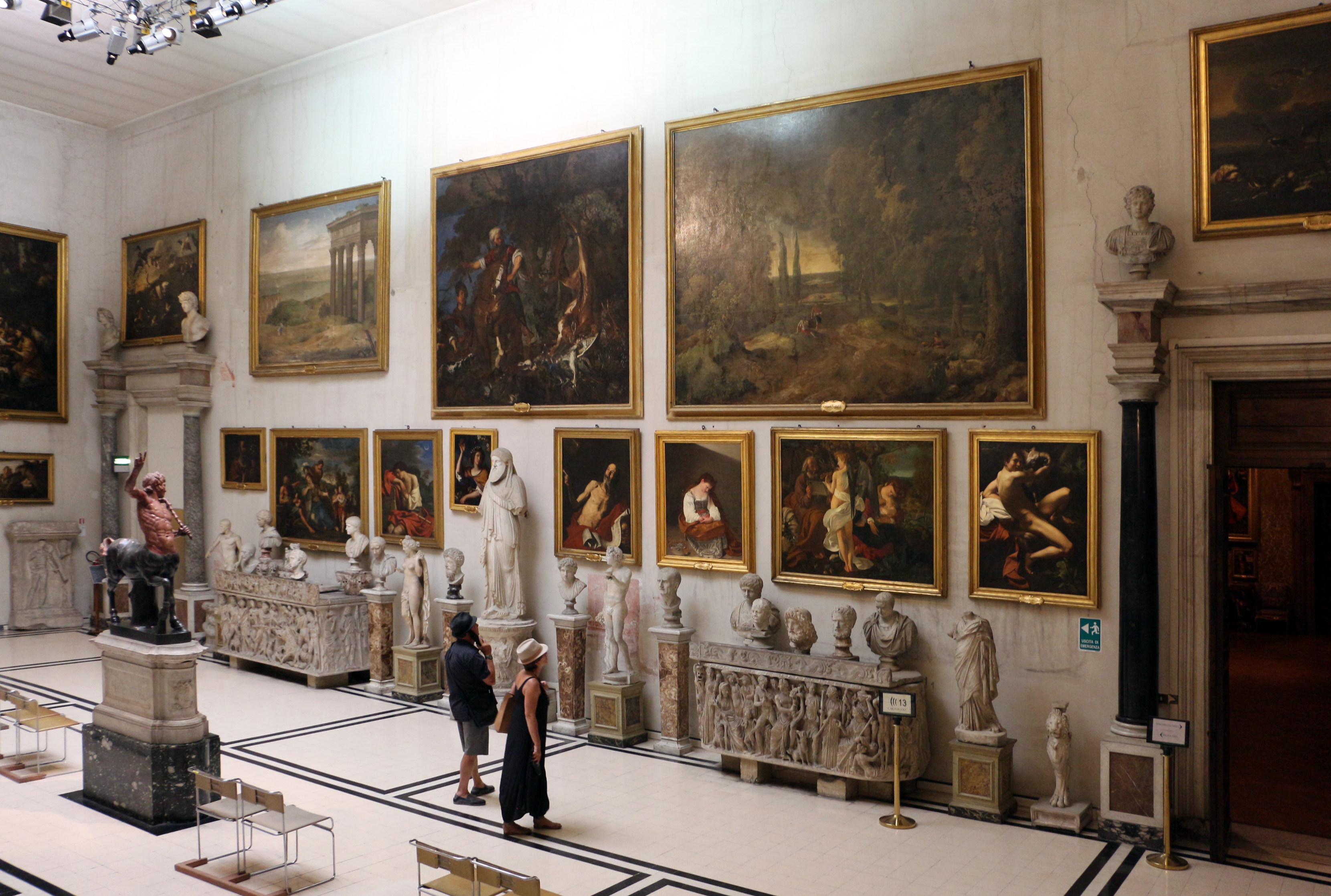
Sala Aldobrandini s malbami a antickými sochami

## Umělecká díla

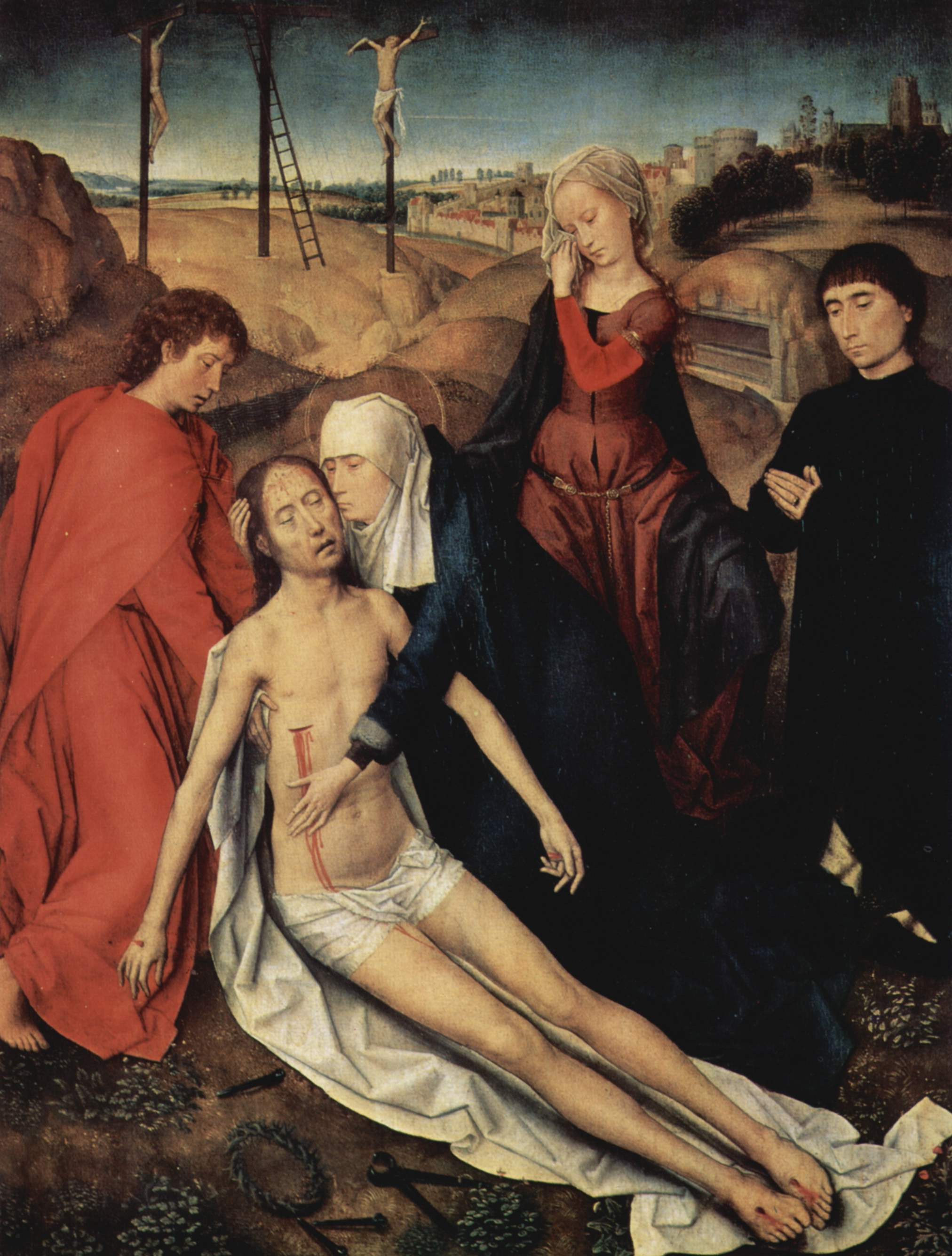
Hans Memling: Oplakávání Krista
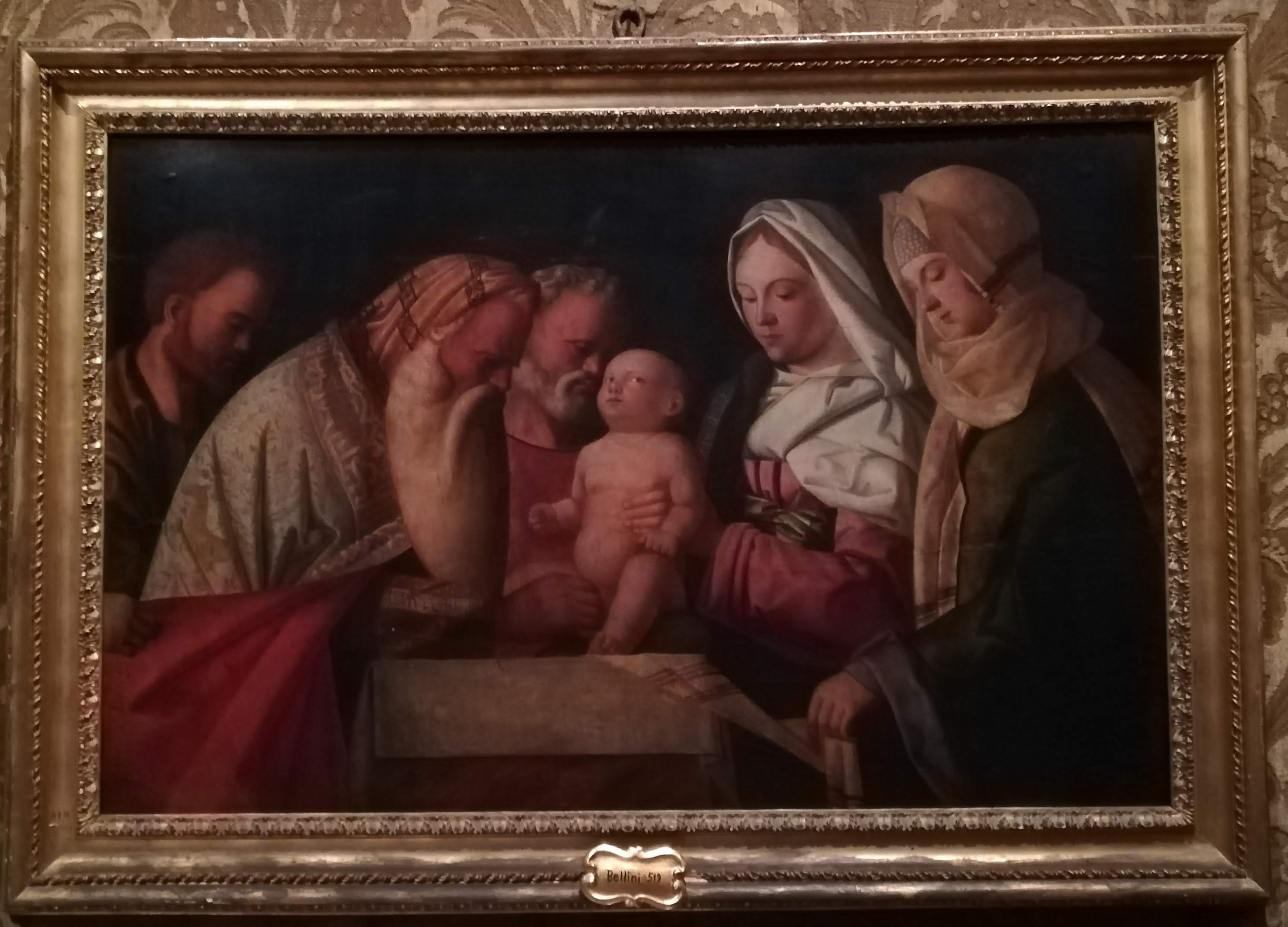
Giovanni Bellini: Obřezání Páně
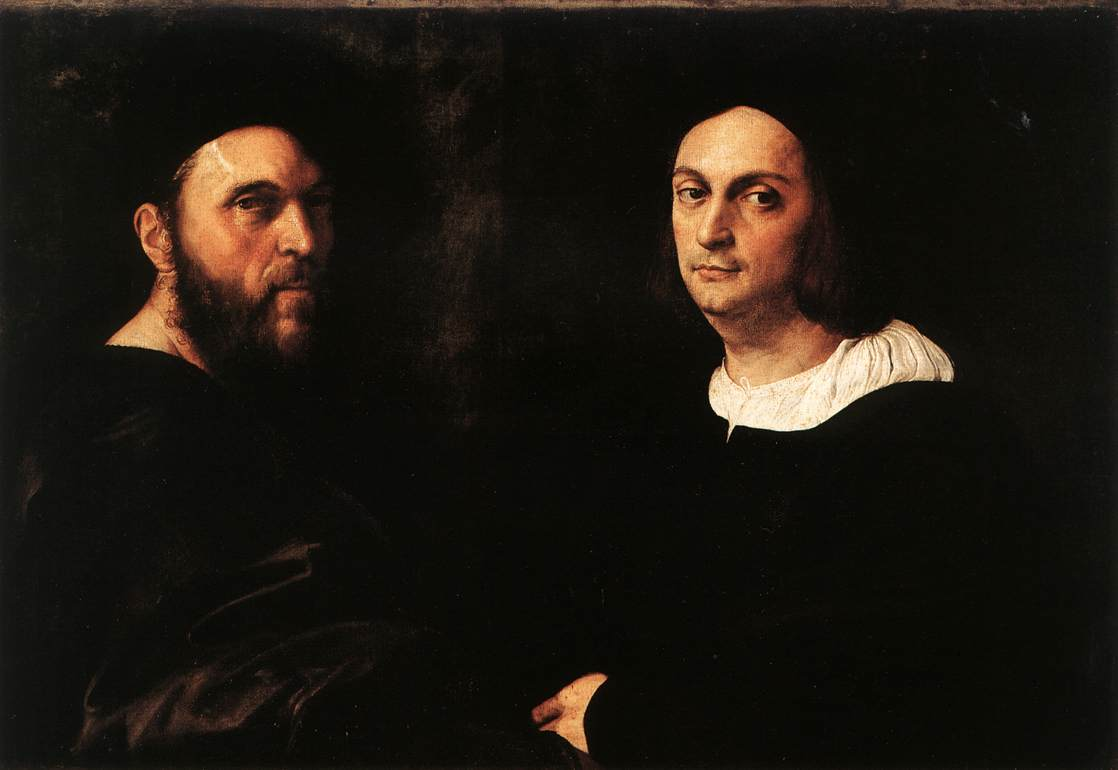
Raffael: Dvojportrét
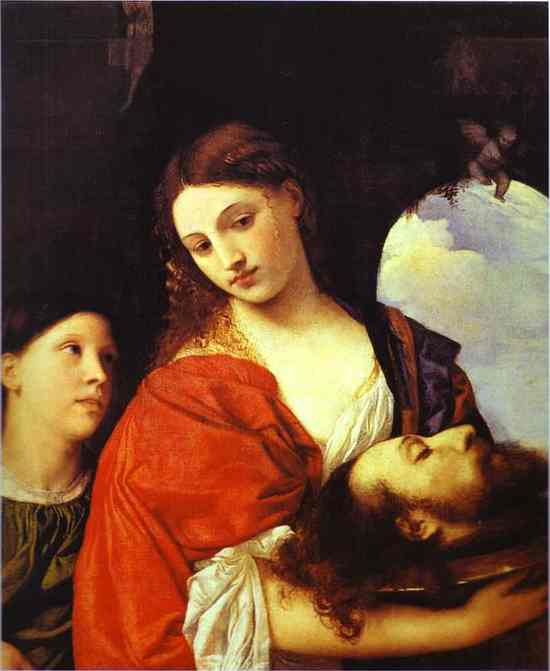
Tizian: Salomé s hlavou Jana Křtitele, po r. 1510
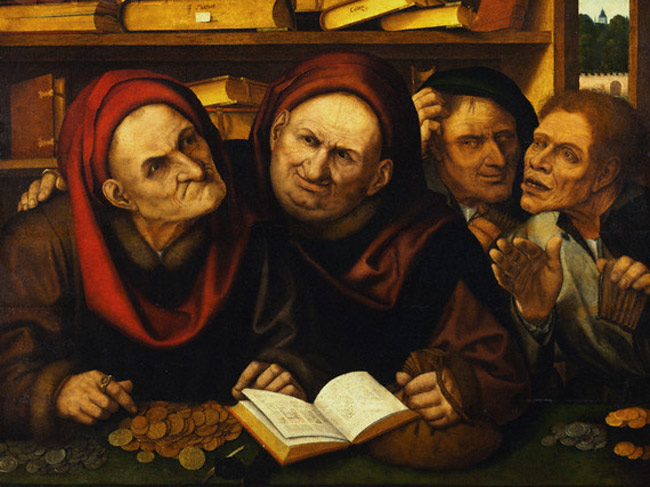
Quentin Massys: Lichváři, 1520
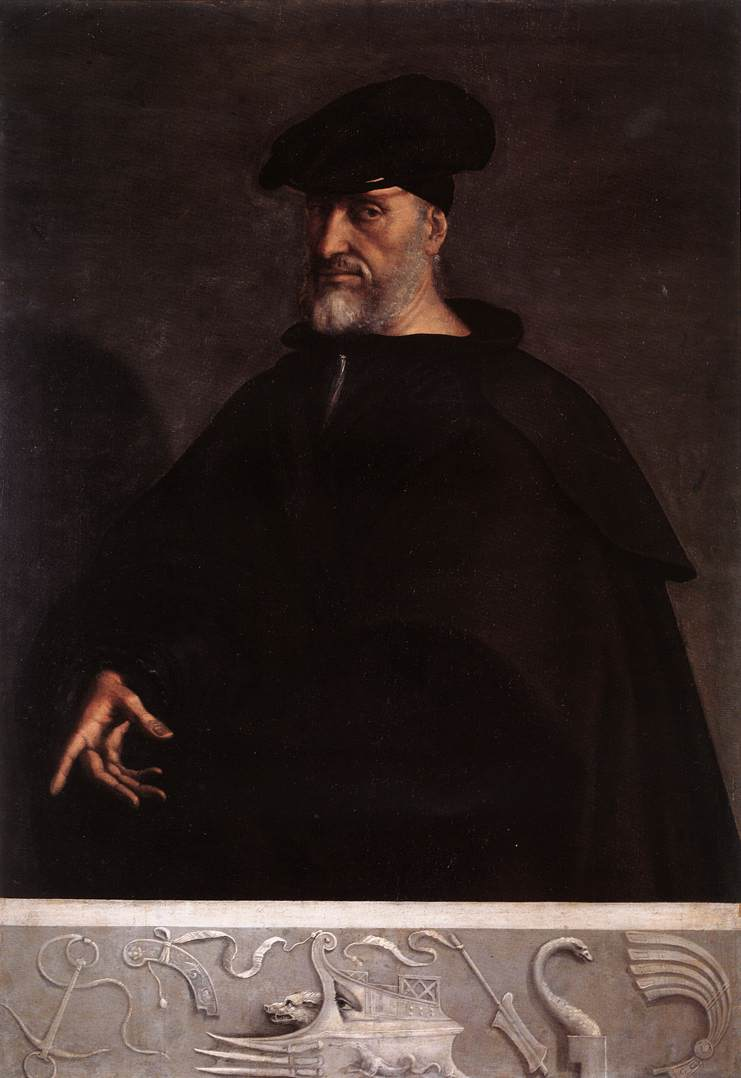
Sebastiano del Piombo: Andrea Doria, 1526
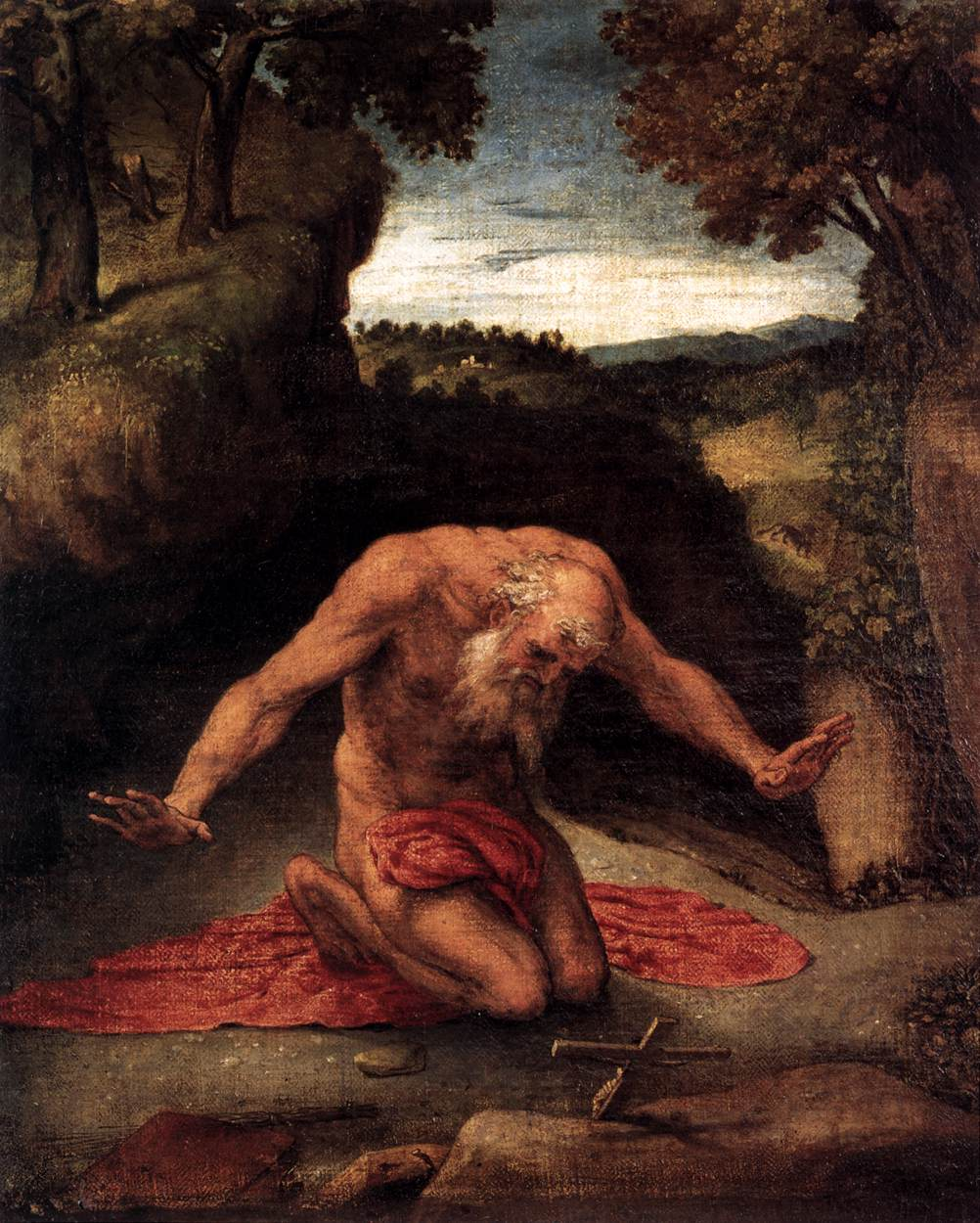
Lorenzo Lotto: Sv. Jeroným, 1544
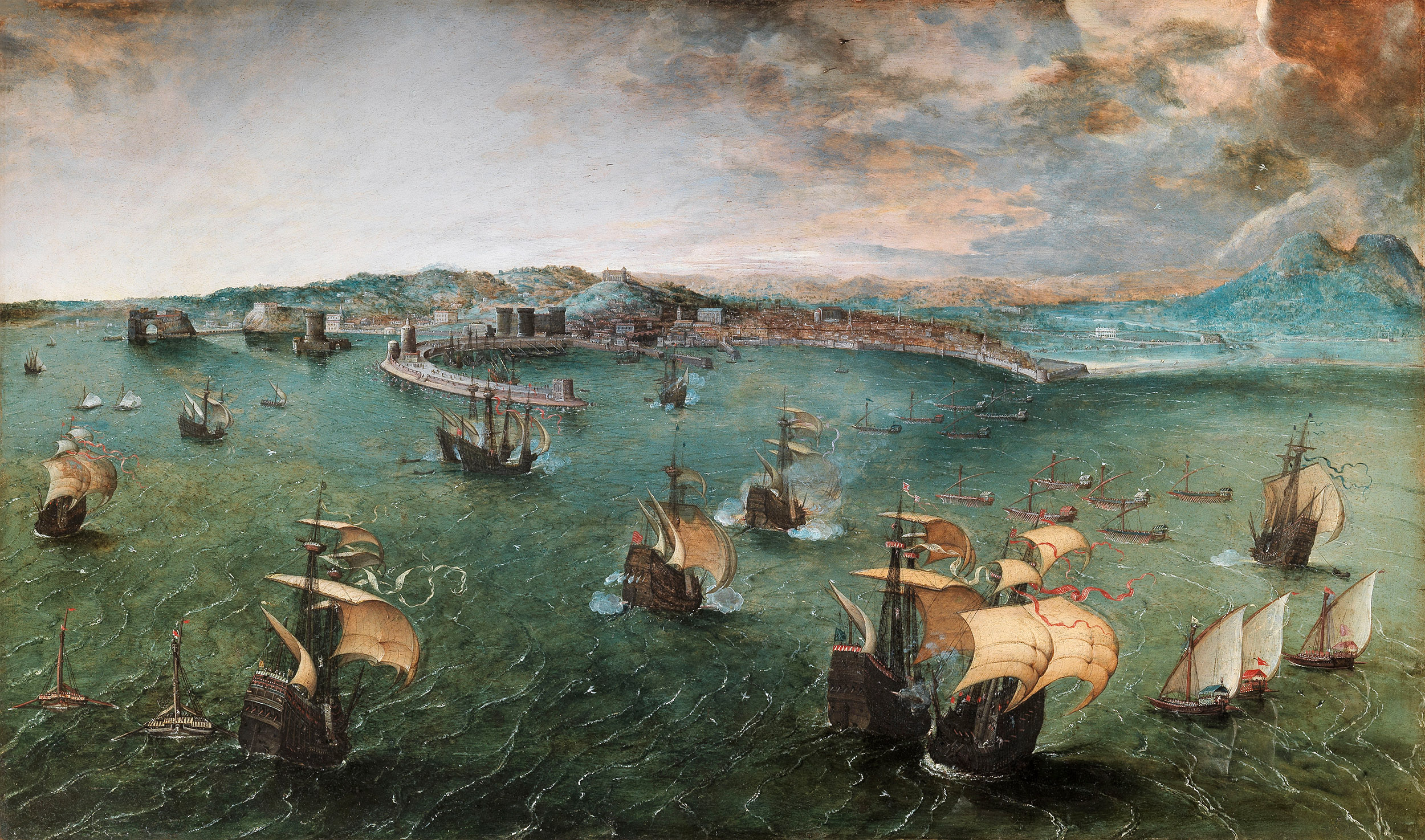
Pieter Bruegel starší: Neapolský záliv, kolem 1563
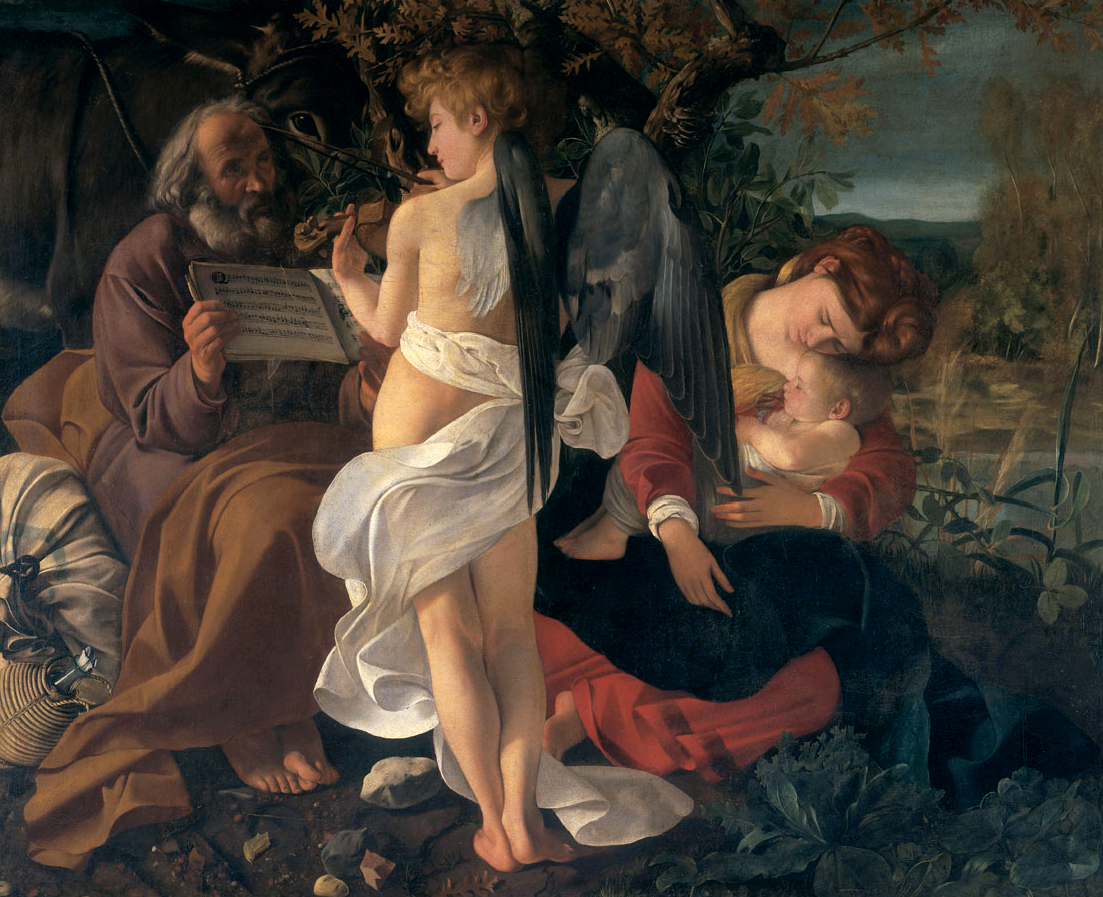
Caravaggio: Odpočinek na útěku do Egypta, 1594/96
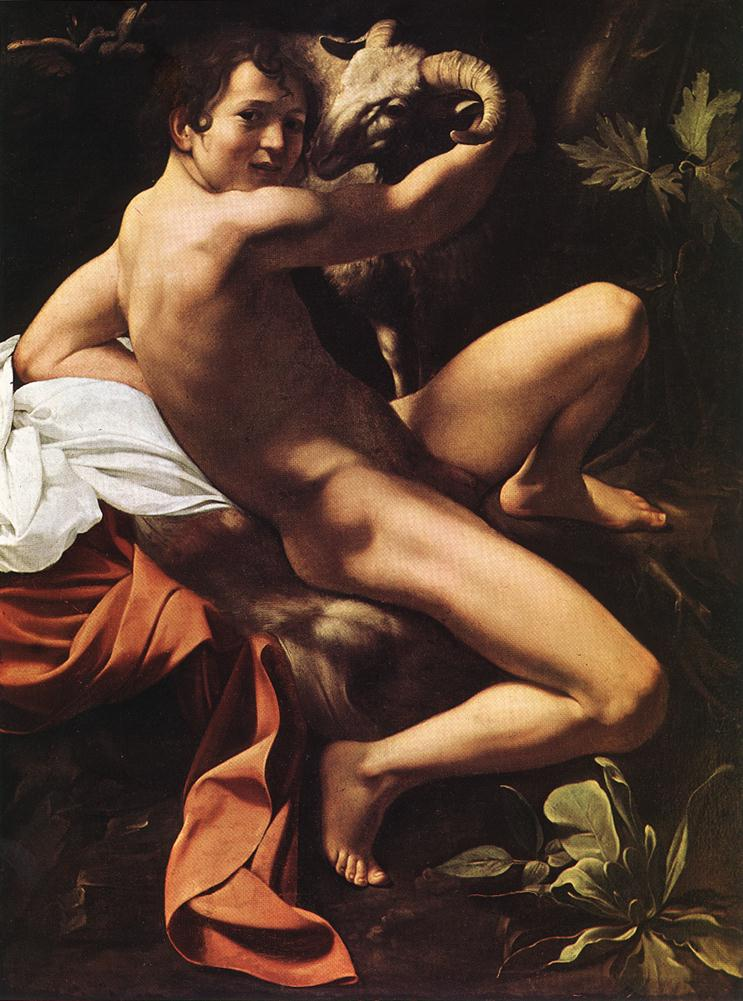
Caravaggio: Jan Křtitel, asi 1602
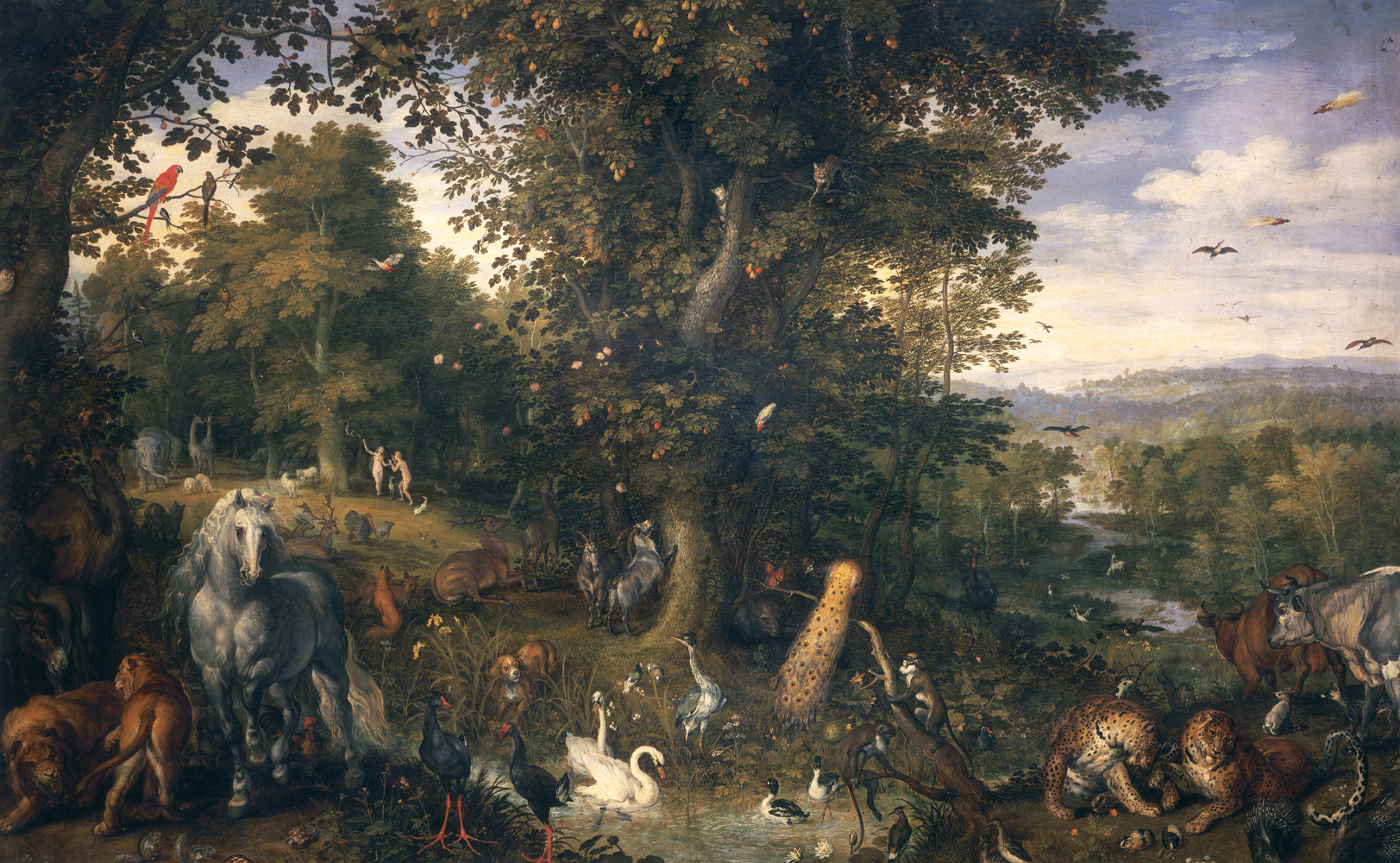
Jan Brueghel starší: Ráj s prvotním hříchem, 1612
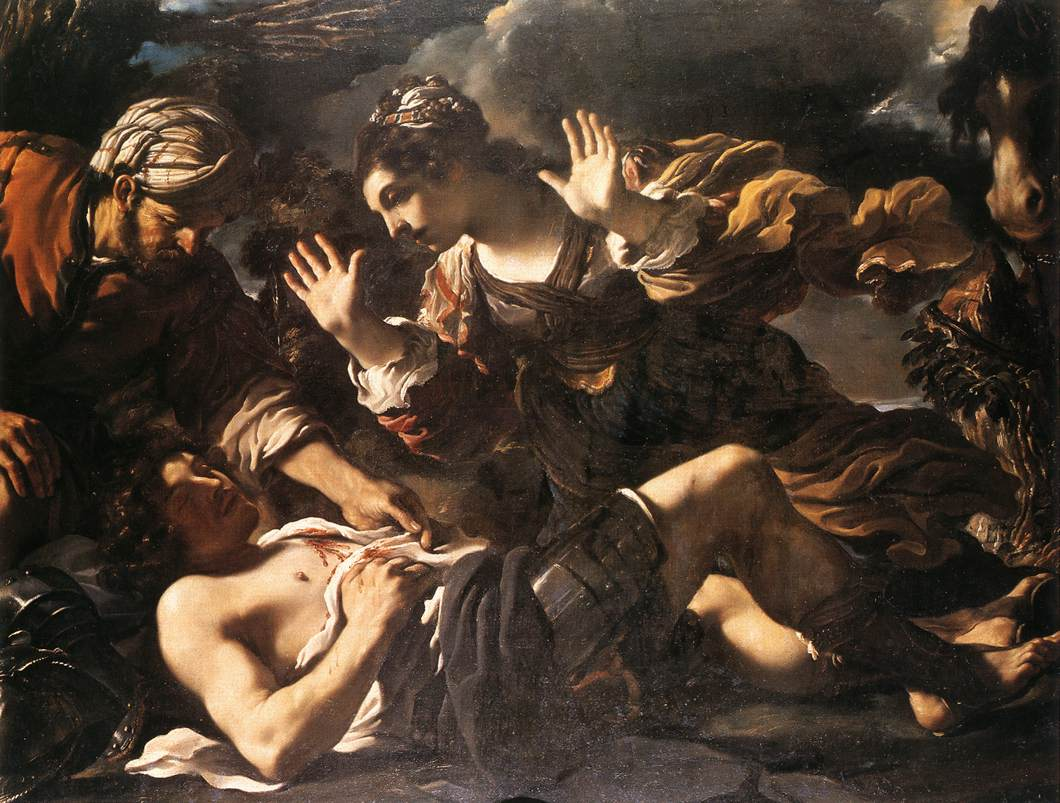
Guercino: Erminia nalézá raněného Tankreda, kolem 1619
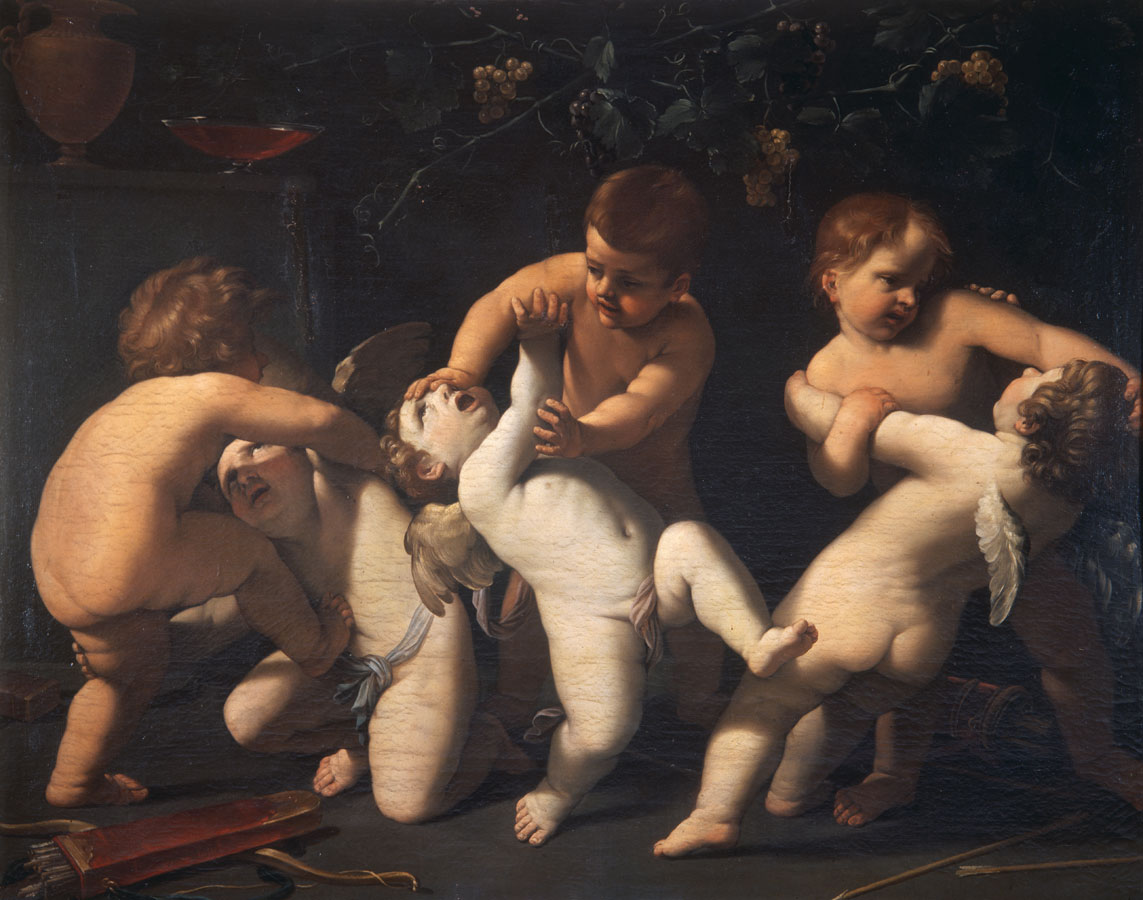
Guido Reni: Bojující puttiové, kolem 1625
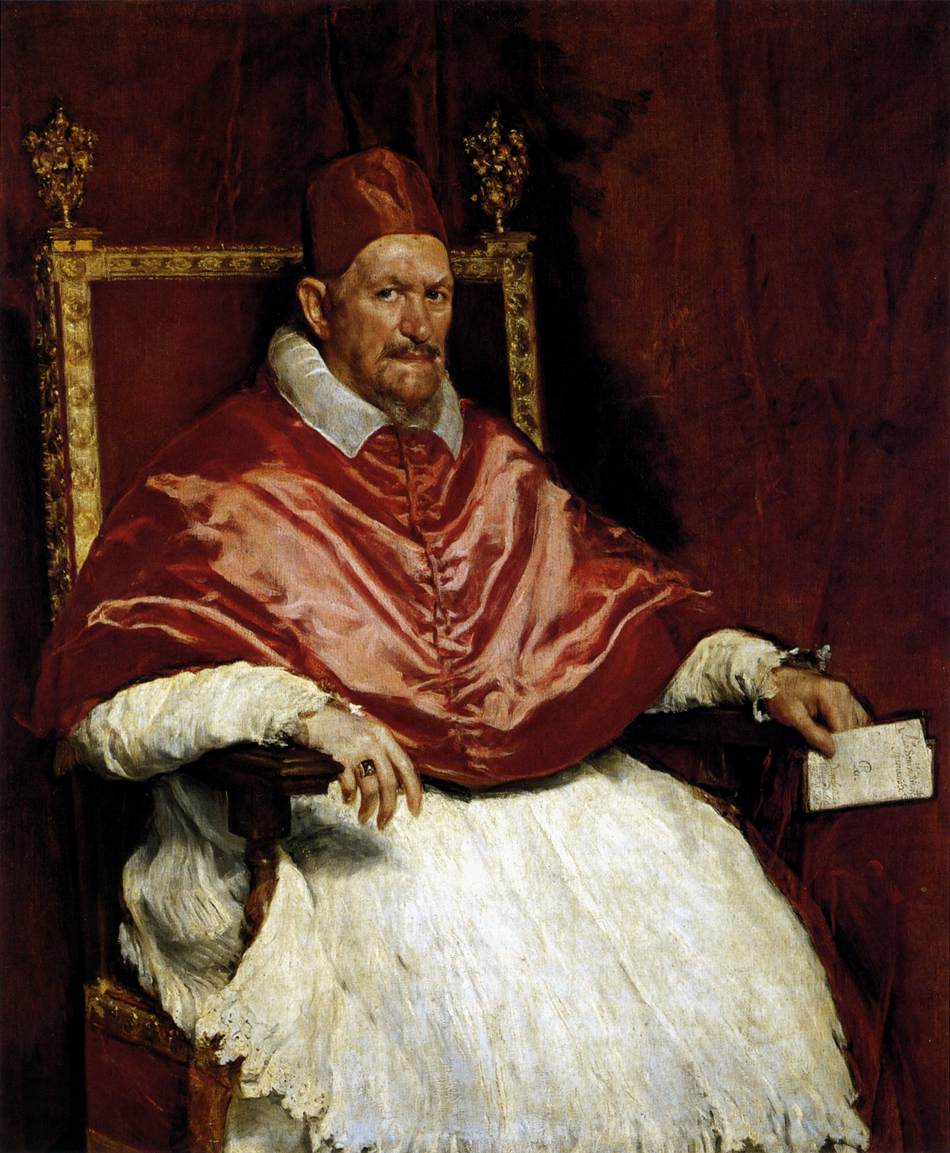
Velázquez: Inocenc X., kolem 1650
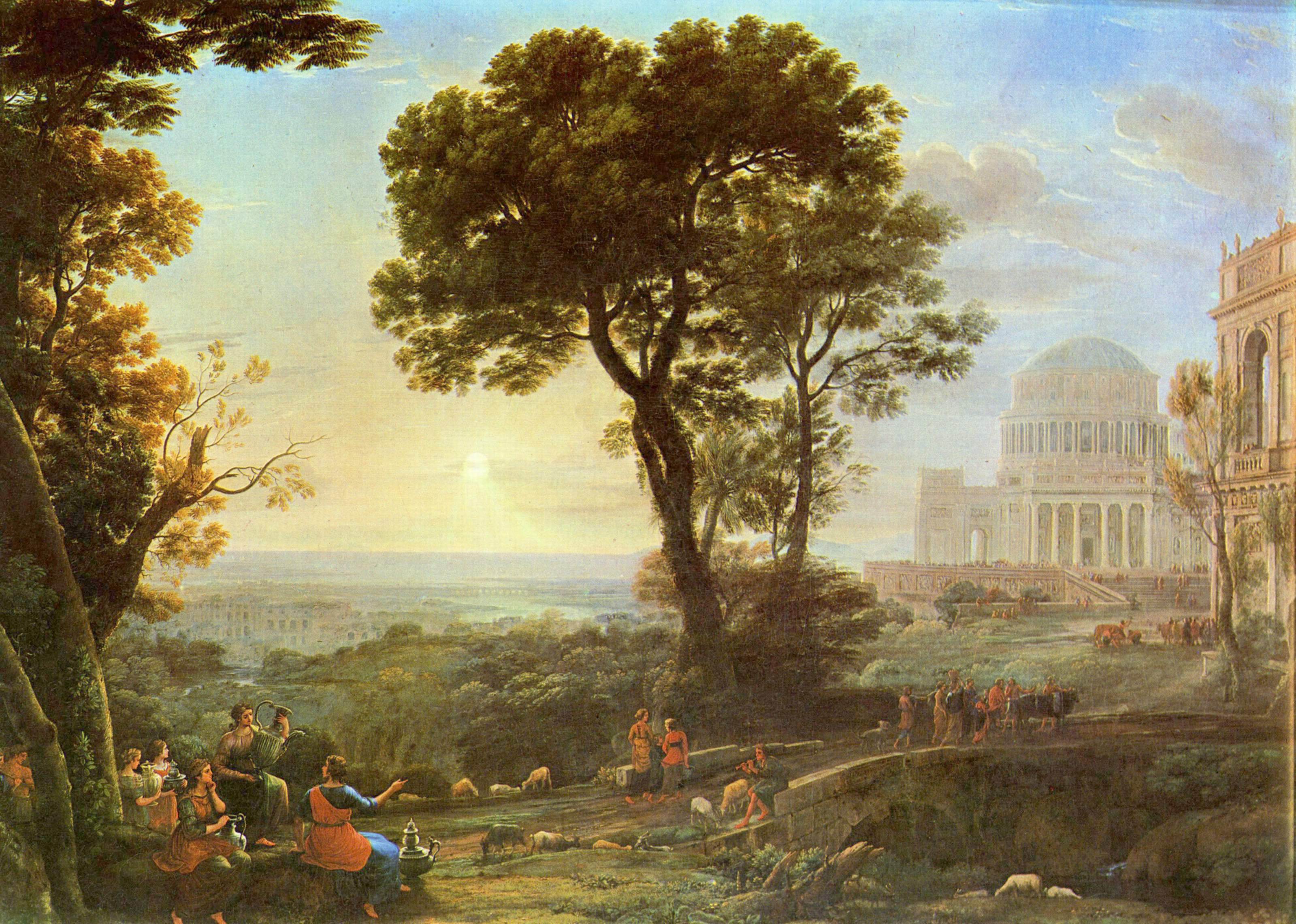
Claude Lorrain: Veduta Delf s obětním průvodem